# Commissione speciale per l'esame degli atti urgenti presentati dal Governo
La Commissione speciale per l'esame degli atti urgenti presentati dal Governo è un organo parlamentare in seno a Camera dei deputati e Senato della Repubblica.

## Storia
Compare per la prima volta all'inizio della II legislatura, per la ratifica di trattati sul mercato comune europeo. Viene generalmente costituita nel periodo che intercorre tra la convocazione della prima seduta del nuovo parlamento eletto ed il voto di fiducia al nuovo esecutivo, quando ancora non sono state nominate le commissioni permanenti dei due rami del Parlamento. Tuttavia, in tale intervallo, si rende necessario esaminare e approvare gli atti urgenti del governo in carica per il disbrigo degli affari correnti, come ad esempio Decreti Legge già emanati e ancora da convertire, pareri da esprimere su Decreti Legislativi, l'approvazione del DEF. Per tale motivo, si ricorre alla costituzione della Commissione speciale, ai sensi dei regolamenti interni di Camera e Senato in tema, distribuendo i seggi secondo un criterio proporzionale.
Può capitare che le commissioni speciali siano costituite in assenza di una provata maggioranza parlamentare in seguito alle elezioni, tale da non permettere la creazione di un governo e, conseguentemente, delle commissioni permanenti, in quanto la presidenza di tali istituti è generalmente ricoperta da un esponente dello schieramento vincitore.
In tutta la storia repubblicana, si contano 98 commissioni speciali a Montecitorio e 58 a Palazzo Madama.

## Attività
Le commissioni speciali non possono dibattere su proposte di leggi ordinarie, poiché hanno competenza solo sugli atti indifferibili.
Possono operare singolarmente o anche in seduta comune, svolgere audizioni e, potenzialmente, hanno un vasto campo d'azione, potendo intervenire su qualunque tematica. Nella realtà, comunque, sono i commissari a decidere discrezionalmente di cosa occuparsi, tant'è che la commissione della Camera può decidere di dibattere un argomento che invece non viene trattato dall'omologa del Senato, e viceversa.

## Fonte
- forumcostituzionale.it